# Телемахида
«Телемахи́да» (рус. дореф. Тилемахіда, или Странствованіе Тилемаха, сына Одѵссеева) — эпическая поэма В. К. Тредиаковского, опубликованная в 1766 году. В основе сюжета — перевод романа Фенелона «Приключения Телемака». Тредиаковский перевёл прозу дактило-хореическим гекзаметром и тем самым впервые ввёл этот классический размер в русскую литературу. В соответствии с канонами классицизма, перевод оказался своего рода реконструкцией античного эпоса, при этом использовались стихи из «Илиады» и «Энеиды».
«Телемахида» не пользовалась популярностью у современников, сделав Тредиаковского символом плохого поэта, однако на протяжении XX века шла постепенная реабилитация его наследия, начатая литературоведом Л. В. Пумпянским. «Телемахида» частично переиздавалась в 1963 году, и полностью — в 1849 и 2007 годах. В научной и критической литературе используются варианты названия «Телемахида» (от имени главного героя — Телемаха) и «Тилемахида», базирующийся на авторском написании, следующем нормам новогреческого произношения.

## Сюжет
Текст «ироической пиимы» (авторское определение) разделён на 24 книги, каждая из которых открывается прозаическим «Перечнем», в котором кратко резюмируется сюжет, следующий далее. Все античные термины, имена и топонимы даны автором в новогреческом произношении. Общий объём поэмы превышает 15 000 стихов.
Тилемах отправляется на поиски своего отца Одиссея, не вернувшегося домой после победы греков над троянцами. Во время своих странствий Тилемах и его наставник Ментор — земное воплощение богини Паллады — выброшены бурей на остров нимфы Калипсы (Тредиаковский склонял греческие имена). Тилемах рассказывает Калипсе о своих путешествиях, в том числе о пребывании в Египте, где правит мудрый Сезострис, Финикии, где царствует жадный и завистливый Пигмалион, и на острове Крит, где его даже хотели сделать царём, но он отказался. Тогда же Афродита просила Зевса убить Тилемаха, но царь богов согласился лишь продлить его скитания. Бежав от Калипсы, ревновавшей его к другой нимфе — Евхарите, Тилемах с Ментором встречаются в море с финикийцами, от которых узнают об удивительной стране Ветике, где царит золотой век. Затем герои оказываются в городе Саленте, где правит царь Идоменей; Ментор остаётся в его царстве, устраивать справедливое управление, в то время как Тилемах отправляется на помощь соседям. Одержав победу над давнианцами, Тилемах из сновидений делает вывод, что его отец скончался, и отправляется искать его в царстве мёртвых — Тартаре. Здесь он встречает своего прадеда Аркисия (от которого узнаёт, что Одиссей жив), афинского правителя Кекропса и другого греческого царя, Триптолема. Покинув царство Плутона, Тилемах отказывается от женитьбы на дочери Идоменея — Антиопе, ибо Ментор сказал, что она предназначена ему богами, но сначала следует увидеться с отцом. Герой отправляется с Ментором дальше, и встречает своего отца, не узнав его. Перед самым отплытием на Итаку, Ментор, чтобы испытать терпение и послушание Тилемаха, велит ему задержаться и принести жертву Палладе. Тилемах исполняет веление Ментора, который является ему в своём божественном образе. Тилемах благополучно возвращается домой к отцу.

## Литературно-художественные особенности

### История создания
«Приключения Телемака» французского писателя Франсуа Фенелона стали известны в России раньше, чем вышло официальное парижское издание 1717 года. Агент Петра Великого за границей — барон Генрих фон Гюйссен — рекомендовал роман для воспитания царевича Алексея, видя в нём политический трактат в беллетристической форме. К 1724 году относится и первый русский перевод «Телемака», известный в четырёх рукописных копиях. Академия Наук выпустила русский перевод в печатном виде в 1747 году, он был выполнен А. Ф. Хрущовым полутора десятилетиями ранее. Этот вариант был известен Тредиаковскому, и в «Предызъяснении» к своей «Телемахиде», он указывал, что считает данное издание неудовлетворительным в литературном отношении, но при этом не упоминает имени переводчика, казнённого по политическому делу. Тредиаковскому также было известно об ещё одном рукописном переводе первых частей «Телемака» ритмической прозой, а также о стихотворном переводе рифмованным александрийским стихом первых трёх частей, представленном ему на просмотр. Л. Пумпянский предполагал, что его выполнил молодой Г. Державин. Это означает, что Тредиаковский не начинал историю русского «Телемака», а подводил черту под большим этапом его традиции.
Изгнанному из Академии наук в 1759 году Тредиаковскому пришлось печатать «Телемахиду» за собственный счёт. Она вышла в свет в 1766 году в двух томах, тиражом 412 экземпляров. Автор расплатился за издание гонораром за перевод последних томов «Римской истории» Роллена.

### Поэтика «Телемахиды»
По мнению Л. В. Пумпянского, опыты Тредиаковского с гекзаметром объяснялись его личными вкусами в литературе, которые тяготели к повествовательной поэзии, а не к оде. В результате «Телемахида» может быть охарактеризована как политический роман в форме гомеровской поэмы, но при этом В. К. Тредиаковский «думает о читающей публике; именно для неё он хочет создать высококультурную беллетристику, поучительную и заодно сюжетно-занимательную».
Остановившись на романе Фенелона «Приключения Телемака», Тредиаковский увидел в нём героическую поэму — своего рода «перевод» французской прозой неизвестного античного оригинала. Такая задача вполне соответствовала эстетике классицизма вообще и самого оригинала Фенелона в частности. По словам Т. Громовой, для самого Фенелона идеалом был эпос «Одиссеи», но приспособленный к аудитории — дамам из великосветских салонов конца XVII века. Тредиаковский же ставил принципиально иную задачу — «пробиться» сквозь фенелонов «перевод» к идеальному античному «оригиналу». Отсюда изменение заглавия: вместо «Приключений Телемака» (фр. Les aventures de Télémaque) — «Телемахида», не романное заглавие, а эпическое.
«Телемахида» является точным переводом романа Фенелона. Переводчик практически не выпустил и не заменил ни одного слова оригинала, за исключением специфических служебных слов французского языка. Однако Тредиаковский вставил в текст прямые переводы с древнегреческого и латинского языков, в том числе семь стихов Гомера.
Огромный объём текста и размах поставленной задачи привели Тредиаковского к необходимости создания в русском языке гекзаметра — стиля эпического, разнообразного в ритмическом отношении. Чтобы не допустить однообразия, В. К. Тредиаковский решился сохранить в русском языке стилистический колорит античности. Этот труд стал итогом всей работы Тредиаковского над русским стихом. Гекзаметр «Телемахиды» — тонический (а не античный долготный) дактило-хореический 6-стопный стих, разработанный в направлении наибольшего ритмического разнообразия и звуковой выразительности, стилистически и фразеологически восходящий к Гомеру и Вергилию.
Первый русский гекзаметр был написан в 1704 году шведом Спарвенфельдом, но его попытка не привела ни к каким практическим последствиям для развития русского стихосложения. М. В. Ломоносов привёл примеры гекзаметра в «Письме о правилах российского стихотворства» 1739 года, но и он не пользовался эти размером при переводе античных авторов, используя для Гомера, Вергилия и Овидия шестистопный ямб. Тредиаковский впервые использовал гекзаметр для перевода некоторых частей «Аргениды», а также всех цитат из поэм Гомера в «Римской истории» Роллена.
Главной проблемой автора-переводчика стала неразработанность гекзаметра в русском языке, поэтому стих Тредиаковского имеет экспериментальный характер. По словам Л. Пумпянского, он «приложил сам все усилия к тому, чтобы обеспечить за своим большим делом непонимание и критическое пренебрежение». Речь идёт, в первую очередь, об изобретении «единитных палочек», которые должны были графически показывать интонацию, но «обезображивали графику стиха»:

Как не забывший, что-Ментор о-том-мне говаривал часто.
То же самое относится к особенностям словоупотребления Тредиаковского. Целые группы стихов казались современникам непонятными или абсурдными. Однако Л. Пумпянский справедливо писал: 

«В соединении с гибким разнообразием в чередовании ускоряющих дактилических и замедляющих хореических стоп, этим создается сложный и совершенный аппарат изобразительных средств, особенно нужный гекзаметру, как самому длинному (и к тому же безрифменному) русскому стиху. Этот аппарат создан именно Тредиаковским; тут русские гекзаметристы XIX в. — его ученики».
«Тёмное» содержание стихов Тредиаковского объяснялось принципиальной позицией стилиста: ещё с 1730-х годов он считал латинский синтаксис образцом для всякой упорядоченной речи, и потому он пытался воссоздать свободный латинский порядок слов, используемый римскими классиками для выражения стилистических оттенков, и перенести его в русский стих. Впрочем, тот же Л. Пумпянский указывал, что гекзаметры «Телемахиды» ближе к нормальному синтаксису русской стихотворной речи, и не только XVIII века. Некоторые гекзаметры он сравнивал с переводом «Одиссеи» Жуковского:

То на хребет мы взбегаем волн, то низводимся в бездну.
…………………
Наши Киприйцы все, как жены, рыдали унывши.
…………………
Только и слышал от них я часто жалостны вопли,
Только что вздохи одни по роскошной жизни и неге.
Особые нарекания современников вызывало словоупотребление Тредиаковского, поскольку он «с безграничной свободой» совмещал церковнославянизмы, в том числе редкие, и разговорное просторечие. Из этого субстрата появился язык «Телемахиды», по определению Л. Пумпянского — «антикизирующая гомеровская норма языка». Характерный пример:

Ныне скитаясь по всей ширине и пространствам пучинным
Все преплывает места многопагубны он содрогаясь.
………………
Стены одеты кругом зеленисто-младым виноградом.
Тихо журча, текли ручьи по полям цветоносным.
По подсчётам академика А. С. Орлова, Тредиаковский ввёл более 100 составных прилагательных в русский язык по гомеровскому образцу, в том числе «медоточивый», «многоструйный», «громогласный», «легкопарящий». Имелись и смелые неологизмы: «денно-нощно», «огненнопылкий».

### Идеологическое наполнение
В эпосе Тредиаковского, помимо приключенческого сюжета, важное место занимает спор об истинном монархе. Придерживаясь доктрины просвещённой монархии, В. К. Тредиаковский отстаивал просветительскую концепцию строгого соблюдения законов. Этот мотив подробно разбирается в сюжете о путешествии Тилемаха по Тартару: поскольку основная задача монарха — служение обществу, преступных царей ставят перед зеркалом, в котором они видят ужасы своих деяний и самих себя в виде чудовищ, более кошмарных, чем Лернейская гидра, Химера и пёс Кербер.
Второй по важности идеологический аспект «Телемахиды» — необходимость воспитания и просвещения будущего властителя. Практически все события, приключения, встречи, с которыми сталкивается Тилемах, несут жизненный урок, позволяющий будущему правителю понять человеческие чувства, постигнуть заблуждение и истину, горе и радость. Таким образом, обретя в финале отца, Тилемах обретает также качества будущего идеального монарха.
Высокий гражданский пафос своего труда акцентировался Тредиаковским в предисловии («Предызъяснение об ироической пииме»), поскольку «…автор Тилемаха (то есть Фенелон) соединил самую совершенную политику с прекрасной добродетелью». По мнению Г. Гуковского, «есть серьезное основание полагать, что насмешки Екатерины II над педантической тяжеловесностью поэмы Тредиаковского были внушены желанием дискредитировать политически неприятную и неудобную книгу», чей идеал законосообразной и либеральной монархии был едва ли не крамолой в первые годы после государственного переворота, в то время как во Франции того времени он уже становился анахронизмом.

## Влияние, оценки
Первоиздание «Телемахиды» послужило учебным пособием по изучению русского языка для молодого сотрудника торговой фирмы в Амстердаме — Генриха Шлимана (он изучал иностранные языки по переводам романа Фенелона, который знал наизусть). Став знаменитым археологом, в 1878 году он просил сына прислать из Петербурга издание Тредиаковского, желая сохранить книжную редкость в своей библиотеке.
Во «Всякой всячине» (1769) — журнале, фактическим редактором которого была Екатерина II, — стихи «Телемахиды» рекомендовались как средство от бессонницы. В шуточных правилах Эрмитажа, составленных лично Екатериной, за проступок (по другим сведениям: за употреблённое в разговоре иностранное слово) полагалось в виде наказания выучить наизусть шесть стихов «Телемахиды». Этот факт приводился у Н. М. Карамзина и в словаре митрополита Евгения для доказательства неудобочитаемости и неудобопроизносимости гекзаметров Тредиаковского. Подобного рода оценки существовали и сто лет спустя: так, Д. П. Мирский категорически заявлял, что переложение Фенелона «стало, едва появившись, олицетворением всего педантичного и уродливого».
Несмотря на негативное отношение критики XVIII века к поэме, она оказала некоторое воздействие на поэтов последующего поколения. «Телемахида» имелась в библиотеке Жуковского, и можно считать доказанным, что он по методу Тредиаковского создавал систему своего гомеровского языка. В литературе упоминается, что и Гнедич, работая над переводом «Илиады», «…три раза прочитал „Тилемахиду“ от доски до доски и даже находил в ней бесподобные стихи». А. Н. Радищев поместил строки из 514-го стиха «Телемахиды» в виде эпиграфа к «Путешествию из Петербурга в Москву». Ему же принадлежит отдельный анализ поэмы в работе «Памятник дактило-хореическому витязю» (1801). Признавая за Тредиаковским заслуги в создании русского гекзаметра, он критиковал сюжет Фенелона, считая его несоответствующим героическому эпосу. В беллетристическом вступлении к стиховедческому своему трактату, Радищев спародировал этот же сюжет.
Отдельное рассуждение о Тредиаковском поместил А. С. Пушкин в своём фельетоне «Путешествие из Москвы в Петербург» (главка «Ломоносов»):

«Тредьяковский был, конечно, почтенный и порядочный человек. Его филологические и грамматические изыскания очень замечательны. Он имел о русском стихосложении обширнейшее понятие, нежели Ломоносов и Сумароков. Любовь его к Фенелонову эпосу делает ему честь, а мысль перевести его стихами и самый выбор стиха доказывают необыкновенное чувство изящного. В „Телемахиде“ находится много хороших стихов и счастливых оборотов».
Реабилитация эпоса Тредиаковского началась в 1930-е годы в трудах Л. В. Пумпянского и Г. А. Гуковского. К концу XX века наследие В. К. Тредиаковского, в том числе и «Телемахида», стало частью русской культуры. По словам Н. Ю. Алексеевой, наследие его для русской культуры заключается не в его участии в будущей литературе и самосознании, а в открытии для России классической древности, поскольку он сумел воспринять не только верхний слой современной ему европейской культуры, но и традицию античности в её глубине.

## Издания
- Тилемахида, или Странствование Тилемаха, сына Одиссеева, описанное в составе ироическия пиимы Василием Тредиаковским, надворным советником, членом Санкт-Петербургския императорския Академии наук с французския нестихотворныя речи, сочиненныя Франциском де-Салиньяком де-ла-Мотом Фенелоном, архиепископом-дюком Камбрейским, принцом Священныя империи: [в 2 т.]. — СПб.: [Тип. АН], 1766. — Т. 1, LXIV, 223, [2] с.; Т. 2, 222, 46, [2] с.; 24,4 × 19 см (т. 1), 24 х 19 см (т. 2). — 412 экз.
- Тредьяковский, В. К. Сочинения Тредьяковского. В 3 т. «Тилемахида»: Т. 2, отд. I и II. — СПб.: Издание А. Смирдина, 1849. — LXXIX, 886 с.
- Тредиаковский, В. К. Из «Тилемахиды» // Избранные произведения. — М.—Л.: Сов. писатель, 1963. — 578 с. — (Библиотека поэта. Большая серия).
- Тредиаковский, В. К. Лирика, «Тилемахида» и другие сочинения. — Астрахань: Астраханск. ун-т, 2007. — 624 с.